# Buk (kraj południowoczeski)
Buk – miejscowość i gmina (obec) w Czechach, w kraju południowoczeskim, w powiecie Prachatice. W 2022 roku liczyła 305 mieszkańców.